# Heinrich Swoboda
Heinrich Swoboda, född den 15 oktober 1856 i Wien, död den 13 juni 1926 i Prag, var en österrikisk historiker och arkeolog.
Swoboda studerade i Wien, blev filosofie doktor 1879, extra ordinarie professor i historia vid tyska avdelningen på Karlsuniversitetet i Prag 1891 och professor där i grekisk arkeologi och epigrafik 1899, men utbytte 1911 denna befattning mot professuren i gammal historia. 
Sin mångsidighet visade Swoboda även genom sina arbeten, bland vilka kan nämnas Griechische Volksbeschlusse (1890), Griechische Geschichte (1896; tredje upplagan 1907) och (tillsammans med andra forskare) Archeologische Expedition nach Kleinasien (1903).